# Lycia pomonaria
Lycia pomonaria is een nachtvlinder uit de familie van de spanners (Geometridae).
De spanwijdte van het mannetje is 30 tot 35 millimeter bij de mannetjes. Het vrouwtje heeft alleen vleugelstompjes van zo'n 1,5 millimeter.
De soort gebruikt vooral berk maar ook allerlei andere loofbomen en bosbes als waardplanten. De soort vliegt in een jaarlijkse generatie van april tot juni. 
De soort komt voor in het noorden van Centraal- en Noord-Europa via Siberië tot Kamtsjatka. 